# Instituto de Defesa de Consumidores
Instituto de Defesa de Consumidores (Idec), anteriormente conhecido como Instituto Brasileiro de Defesa do Consumidor, é uma organização não governamental brasileira e sem vínculos governamentais ou empresariais, fundada em 1987 que visa promover a educação, a defesa dos direitos do consumidor e a ética nas relações de consumo.
Promove trabalhos de assistência social, defesa de direitos de grupos e minorias e outras formas de desenvolvimento e defesa de direitos, além da educação ambiental.
É membro pleno da Consumers International, uma federação que congrega associações de consumidores no mundo todo, além do Fórum Nacional das Entidades Civis de Defesa do Consumidor, criado para fortalecer o movimento dos consumidores no Brasil e da Associação Brasileira de Organizações Não Governamentais (Abong).

## História

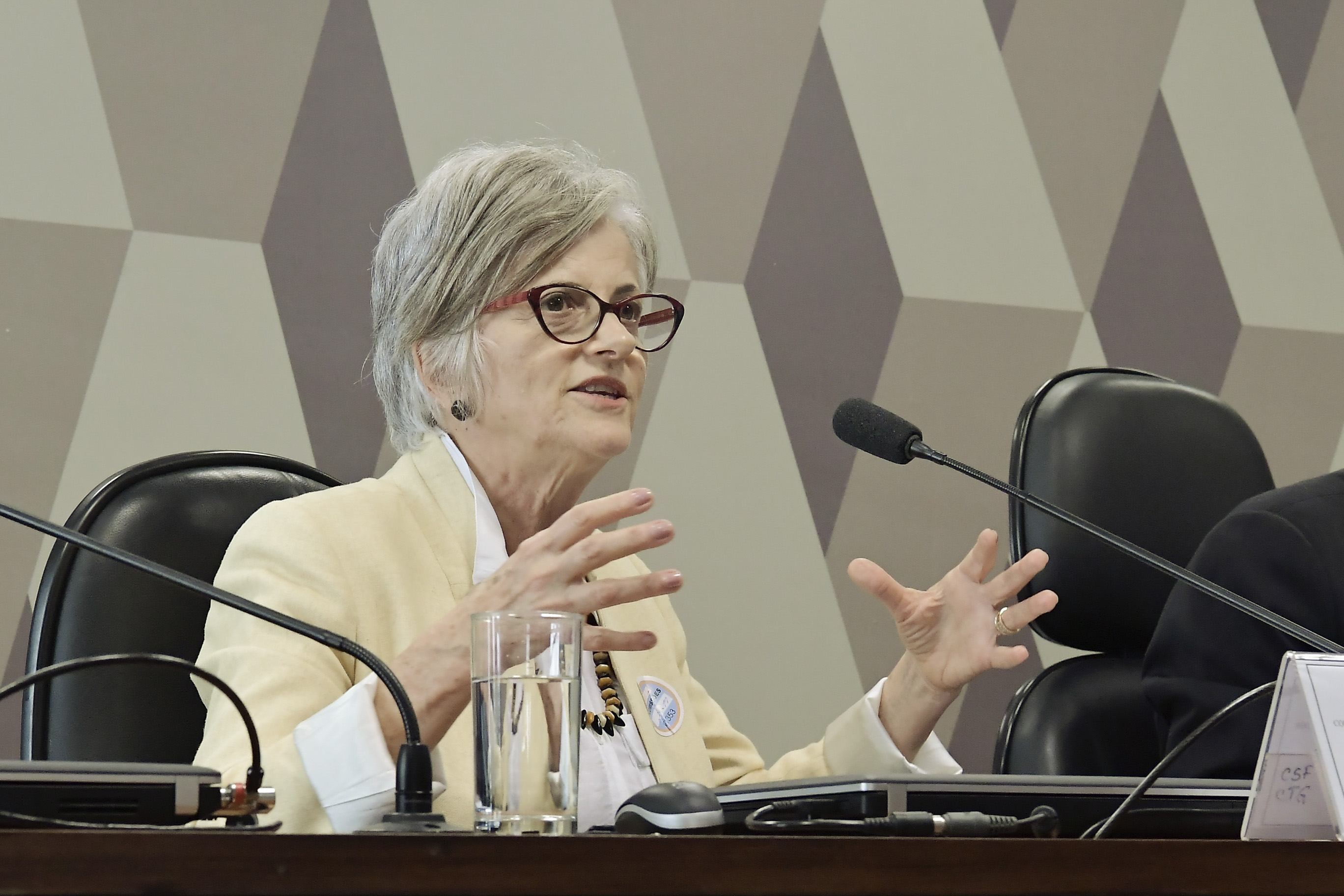
Marilena Lazzarini, uma das fundadoras da entidade, em pronunciamento no Senado Federal. Foto:Waldemir Barreto/Agência Senado.

A associação de consumidores foi fundada em 21 de julho de 1987, numa solenidade no Museu da Imagem e do Som (MIS), em São Paulo. Sua primeira sede foi uma pequena sala cedida pela Universidade Estadual de Campinas (Unicamp), no bairro paulistano de Pinheiros. Marilena Lazzarini, diretora executiva do Procon, foi uma das fundadoras da entidade. O primeiro desafio do Instituto foi a busca, por meio de ações judiciais, da correção da caderneta de poupança de milhões de consumidores lesados pelo Plano Bresser.

## Estrutura de governança
A associação civil é estruturada da seguinte maneira:
- Assembleia geral: é composta por associados plenos e responsável pelas eleições dos Conselhos
- Conselho diretor: estabelece as normas para a atuação do Instituto
- Conselho fiscal: tem a função de fiscalizar os movimentos contábeis da entidade
- Conselho consultivo: tem a missão de zelar pela imagem do Instituto e opinar sobre assuntos de relevância

## Atuação

### Ações judiciais
O Idec move ações judiciais contra empresas quando sentem necessidade de defesa do consumidor, sempre coletivas, nunca acontecem processos apenas individuais.

### Representa os consumidores
Visa representar os interesses dos consumidores em diversos espaços, como comitês, comissões e câmaras técnicas.

### Testa produtos e serviços e realiza pesquisas
O Instituto testa e avalia produtos e serviços, sem fins de certificação. Os mesmos são comprados em estabelecimentos comerciais, sem aviso prévio.

### Orienta e informa os consumidores
Busca sempre orientar e informar seus associados e consumidores sobre seus direitos para que possam se prevenir de problemas utilizando o Código de Defesa do Consumidor.

## Parcerias
O Idec estabelece relações de apoios e parcerias com organizações, órgãos de Estado, fundações e agências de cooperação, nacionais ou estrangeiras, não faz parcerias com partidos políticos nem com organizações com fins lucrativos Entre elas estão:
- Aliança de Controle do Tabagismo (ACT)
- Rede Internacional em Defesa do Direito de Amamentar (IBFAN)
- Instituto Brasileiro de Política e Direito do Consumidor (Brasilcon)

## Ligações Externas
- «Sítio oficial»
- Revistas do Idec
- LinkedIn
- Twitter
- Facebook